# Meiacanthus vicinus
Meiacanthus vicinus är en fiskart som beskrevs av Smith-vaniz, 1987. Meiacanthus vicinus ingår i släktet Meiacanthus och familjen Blenniidae. Inga underarter finns listade i Catalogue of Life.